# Elezioni regionali in Umbria del 1980
Le elezioni regionali in Umbria del 1980 si tennero l'8-9 giugno. Il consiglio regionale elesse e confermò la carica di presidente a Germano Marri.

## Risultati elettorali
| Liste                                                  | Voti    | %     | Seggi |
| ------------------------------------------------------ | ------- | ----- | ----- |
| Partito Comunista Italiano (PCI)                       | 253.874 | 45,17 | 14    |
| Democrazia Cristiana (DC)                              | 154.853 | 27,55 | 9     |
| Partito Socialista Italiano (PSI)                      | 80.202  | 14,27 | 4     |
| Movimento Sociale Italiano - Destra Nazionale (MSI-DN) | 30.589  | 5,44  | 1     |
| Partito Repubblicano Italiano (PRI)                    | 14.906  | 2,65  | 1     |
| Partito Socialista Democratico Italiano (PSDI)         | 14.532  | 2,59  | 1     |
| Partito di Unità Proletaria per il Comunismo (PdUP)    | 7.250   | 1,29  | -     |
| Partito Liberale Italiano (PLI)                        | 5.838   | 1,04  | -     |
| Totale                                                 | 562.044 |       | 30    |

| Riepilogo dei seggi | Riepilogo dei seggi | Riepilogo dei seggi | Riepilogo dei seggi | Riepilogo dei seggi | Riepilogo dei seggi | Riepilogo dei seggi |
| ------------------- | ------------------- | ------------------- | ------------------- | ------------------- | ------------------- | ------------------- |
|                     |                     |                     |                     |                     |                     |                     |
| PCI                 | 14                  | ━                   |                     | PSI                 | 4                   | ━                   |
| PSDI                | 1                   | ━                   |                     | PRI                 | 1                   | ━                   |
| DC                  | 9                   | ━                   |                     | MSI-DN              | 1                   | ━                   |